# سكة حديدية مفردة

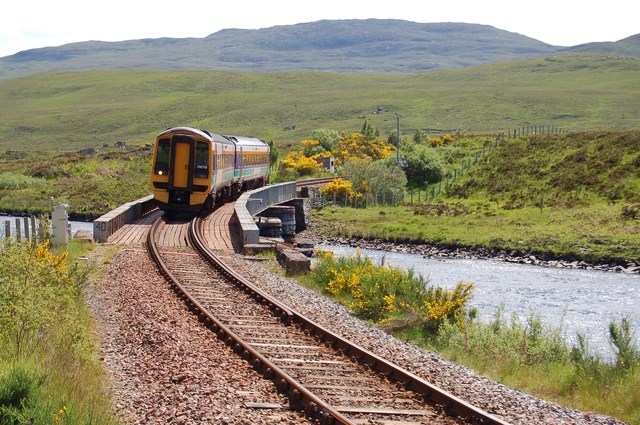
خط سكة حديدية بمسار فردي في اسكتلندا

المسار الفردي هو مسار للسكك الحديدية بحيث تتقاسم القطارات نفس المسار في كلا الاتجاهين . وعادة ما يستخدم المسار الفردي في خطوط السكك الحديدية الأقل استخداماً، وخصوصاً المسارات الفرعية، حيث تنخفض فيها الكثافة المرورية بما يكفي لخفض التكلفة لبناء خط قطار مزدوج .